# Vuelta a Túnez
La Vuelta a Túnez es una antigua carrera ciclista tunecina creada el 29 de marzo de 1953.

## Palmarés
| Año       | Ganador               | Segundo            | Tercero            |
| --------- | --------------------- | ------------------ | ------------------ |
| 1953      | Béchir Merdassi       |                    |                    |
| 1954      | Etienne Amylink       |                    |                    |
| 1955      | Jean Hobjanian        | Béchir Merdassi    | André Alcaraz      |
| 1956-58   | No disputada          |                    |                    |
| 1959      | Göran Karlsson        | Frits Knoops       | Knut Karlsson      |
| 1960      | Stan Goossens         | Karl Johansson     | Werner Swaneveld   |
| 1961      | Jean-Claude Lebaube   | Hans Scheibner     | Owe Adamsson       |
| 1962      | Sergei Korge          | Gösta Pettersson   | Jaap de Waard      |
| 1963      | No disputada          |                    |                    |
| 1964      | Gösta Pettersson      | Lucien Aimar       | Walter Godefroot   |
| 1965-77   | No disputada          |                    |                    |
| 1978      | Mustapha Nejjari      | Mustapha Afandi    | Mohamed Adlaoui    |
| 1979      | Moncef Ayed           |                    |                    |
| 1980      | Hans Koot             | Piet Kuys          | Herman Winkel      |
| 1981      | Mustapha Nejjari      |                    |                    |
| 1982      | Mohamed Aït Oufkir    |                    |                    |
| 1983      | Uwe Ampler            | Michael Prix       | Andreas Lux        |
| 1984      | No disputada          |                    |                    |
| 1985      | Frank Karrass         | Farouk Hamza       | Jallel Marrouche   |
| 1986      | Uwe Zeidler           |                    |                    |
| 1987      | Edward Kaczmarczyk    | Mieczeslaw Pluciak | Thomas Schmidt     |
| 1988      | Zbigniew Albin        | Mieczeslaw Pluciak | Thomas Schmidt     |
| 1989      | Sebti Benzine         |                    |                    |
| 1990      | Hatem Denguir         | Samir Souissi      |                    |
| 1991      | Mohamed Yazidi        | Jürgen Blümmel     | Reinhard Runge     |
| 1992      | Ali Marrouche         |                    |                    |
| 1993      | Ali Marrouche         |                    |                    |
| 1994      | Christian Lademann    | Abdelwahed Latrech | Abdelkader Rahmani |
| 1995      | Lamjed Belkadhi       |                    |                    |
| 1996      | Amr Elnady            |                    |                    |
| 1997      | Patrick Moster        | Marco Weber        | Ingo Moster        |
| 1998-99   | No disputada          |                    |                    |
| 2000      | Hichem Mennad         |                    |                    |
| 2001      | Ahmed Mraihi          |                    |                    |
| 2002      | Ahmed Mraihi          |                    |                    |
| 2003      | Brahim Laccheb        |                    |                    |
| 2004      | Jeremy Maartens       | Alfonso Falzarano  | Simone Biasci      |
| 2005-2015 | No disputada          |                    |                    |
| 2016      | Abderrahmane Mansouri | Reda Adel          | Thomas Vaubourzeix |
| 2017      | Matthias Legley       | Jérôme Pulidori    | Ali Nousiri        |

## Palmarés por países
| País            | Victorias |
| --------------- | --------- |
| Túnez           | 9         |
| Alemania        | 5         |
| Marruecos       | 4         |
| Argelia         | 3         |
| Bélgica         | 3         |
| Francia         | 2         |
| Suecia          | 2         |
| Polonia         | 2         |
| Unión Soviética | 1         |
| Países Bajos    | 1         |
| Egipto          | 1         |
| Sudáfrica       | 1         |

- Datos: Q225457
- Multimedia: Tour de Tunisie / Q225457